# 施泰因维森
施泰因维森是德国巴伐利亚州的一个市镇。总面积55.04平方公里，总人口3558人，其中男性1828人，女性1730人（2011年12月31日），人口密度65人/平方公里。